# Alaba Lawson
Tù trưởng Alaba Lawson tên đầy đủ là Alaba Oluwaseun Lawson (18 tháng 1 năm 1951 – 28 tháng 10 năm 2023) là một thương gia, doanh nhân và học giả người Nigeria. Bà hiện là nữ chủ tịch đầu tiên của NACCIMA và Chủ tịch Hội đồng quản trị, Moshood Abiola Polytechnic, bang Ogun.

## Đầu đời và giáo dục
Sinh ra trong gia đình quý tộc Jibolu-Taiwo của Abeokuta, thủ phủ bang Ogun, Alaba Lawson, do vậy có quan hệ họ hàng với những người Nigeria nổi tiếng như Bộ trưởng Y tế Olikoye Ransome-Kuti và nhà tiên phong dòng nhạc Afrobeat, Fela Anikulapo Kuti. Cô học xong chương trình tiểu học và trung học lần lượt tại Trường tiểu học Châu Phi St. James, Idi-Ape, Abeokuta trong khoảng thời gian từ 1957 đến 1962 và Abeokuta Girls Grammar School, Abeokuta, rời đi vào năm 1968 trước khi cô chuyển đến trường Cao đẳng Sư phạm St. Nicholas Montessori tại Prince's Gate, Anh năm 1973, nơi cô đã nhận được bằng tốt nghiệp giáo dục hạng nhất.

## Sự nghiệp
Bà bắt đầu sự nghiệp giảng dạy vào năm 1969 tại Trường Thiếu nhi, Ibara và khi còn ở Anh, cô dạy tại Trường mẫu giáo Queen's Gate Montessori và Trường mẫu giáo và Trường mẫu giáo Mill Hill trước khi trở về Nigeria vào năm 1977 để thành lập ngôi trường riêng mang tên Lawson's Childcare, một Trường mẫu giáo và tiểu học, lúc bắt đầu chỉ với ba học sinh và giờ đã phát triển lớn mạnh thành Tập đoàn Lawson.
Sau đó, bà đã thành lập một công ty thương mại/phân phối có tên Capricorn Stores Ltd, trong khoảng thời gian từ năm 1968 đến 1996. Nơi bà làm chủ cửa hàng phân phối cho Công ty bia Nigeria, Công ty đóng chai Nigeria, Guinness Nigeria Ltd, Công ty xi măng Tây Phi. Bà đã trở thành Chủ tịch Phòng Thương mại Abeokuta vào năm 1995 và sau đó trở thành Chủ tịch Hội đồng Thương mại Ogun vào năm 2000 và đứng đầu cho đến năm 2002. Và năm 2009, cô đã thành lập một Ngân hàng Microfinance Bank còn được gọi là Ngân hàng Abestone Microfinance Bank để thúc đẩy SMES.
Vào ngày 25 tháng 5 năm 2017, Alaba trở thành người phụ nữ đầu tiên được bầu làm Chủ tịch Hiệp hội Thương mại, Công nghiệp, Mỏ và Nông nghiệp Quốc gia (NACCIMA) sau nhiệm kỳ của Tiến sĩ Benny Edem.
Bà qua đời ngày 28 tháng 10 năm 2023, hưởng thọ 72 tuổi.

## Cheiftancy Titles[2]
- The Otun of Oko
- The Asiwaju Iyalode of Egbaland[7]
- The Otun Iyalode of the Egba Christians
- The Iyalode of Egbaland (since deposed)
- The Iyalode of Yorubaland